# Théodore Mozin
Pour les articles homonymes, voir Mozin.
Théodore Désiré Mozin, né le 25 janvier 1818 à Paris et mort le 16 novembre 1850 à Paris, est un compositeur français.

## Biographie
Théodore Désiré Mozin, nait dans une famille de musiciens. Son père le compositeur Benoit Mozin dit le jeune, d'abord élève de François-Joseph Gossec puis professeur au Conservatoire de Paris (jusqu'en 1802), avait épousé la fille de Guichard (professeur de chant). Son oncle André Pierre figure parmi les premiers élèves admis et deviendra également professeur. Théodore entre au conservatoire et deviendra professeur et compositeur comme son père et son oncle avant lui.
- Professeur adjoint d'étude de clavier le 27 février 1837.
- Second grand prix de Rome en composition musicale de 1841 (élève de Henri-Montan Berton et de Fromental Halévy). Le 18 février 1843, il épouse Marie Rose Adéone Fossé à Paris.
- Professeur de solfège le 1er octobre 1848 (nommé par Luigi Cherubini).

Décédé à 32 ans en 1850, il est inhumé au cimetière de Montmartre. Son caveau décoré d'un portrait réalisé par Antoine Etex (ami de la  famille) a été vandalisé et le médaillon en marbre le représentant a été dérobé.
Son frère Charles Mozin (1806-1862), peintre de marine, est le découvreur de Trouville-sur-mer.

## Œuvres
- Lionel Foscari, cantate sur un poème d'Amédée-David marquis de Pastoret (sujet de concours imposé pour le Prix de Rome) 1841.
- Variations brillantes sur un thème original op. 2
- Premier prélude op. 10
- Six fantaisies sur « La Sirène » op. 11
- La plainte du pâtre. Fantaisie brillante pour piano sur une mélodie de Pang Morel op. 14
- Valses élégantes et brillantes op. 15
- Études spéciales op. 16
- Études de salon op. 17
- Souvenir de Trouville. Quadrille original varié pour piano à 4 mains, éd. E. Mayaud (Paris 1850) op. 22
- 12 Etudes spéciales pour les petites mains composées pour le piano op. 23
- Alma, polka brillante composée pour le piano op. 25
- Le sourire. Grande valse élégante op. 26
- L'ange du réveil. Paroles Louis-Émile Vanderburch.
- Contredanses suivies d'une valse pour le piano forte
- Le dernier vœu. Romance. Paroles d'Auguste Humbert (1843)
- Polka-mazurka originale composée pour le piano op. 54 (1851)